# Campeonato Mundial de Atletismo em Pista Coberta de 2016 - 3000 m feminino
A prova dos 3000 metros feminino do Campeonato Mundial de Atletismo em Pista Coberta de 2016 ocorreu dia  20 de março em Portland, nos Estados Unidos.

## Recordes
Antes desta competição, os recordes mundiais e do campeonato nesta prova eram os seguintes:
|    | Nome           | Nacionalidade | Tempo     | Local              | Data                   |
| -- | -------------- | ------------- | --------- | ------------------ | ---------------------- |
| WR | Genzebe Dibaba | Etiópia       | 8m 16s 60 | Estocolmo, Suécia  | 6 de fevereiro de 2014 |
| CR | Elly van Hulst | Países Baixos | 8m 33s 82 | Budapeste, Hungria | 4 de março de 1989     |

## Medalhistas
| Ouro                 | Prata               | Bronze                |
| Genzebe Dibaba (ETH) | Meseret Defar (ETH) | Shannon Rowbury (USA) |

## Resultado

### Final
A final ocorreu dia 20 de março.
| Colocação         | Nome                | Nacionalidade          | Tempo   | Notas  |
| ----------------- | ------------------- | ---------------------- | ------- | ------ |
| Medalha de ouro   | Genzebe Dibaba      | Etiópia                | 8:47.43 |        |
| Medalha de prata  | Meseret Defar       | Etiópia                | 8:54.26 |        |
| Medalha de bronze | Shannon Rowbury     | Estados Unidos         | 8:55.55 |        |
| 4                 | Maureen Koster      | Países Baixos          | 8:56.44 |        |
| 5                 | Abbey D'Agostino    | Estados Unidos         | 8:58.40 |        |
| 6                 | Stephanie Twell     | Reino Unido            | 9:00.38 |        |
| 7                 | Betsy Saina         | Quênia                 | 9:01.86 |        |
| DSQ               | Betlhem Desalegn    | Emirados Árabes Unidos | 9:03.30 | Doping |
| 8                 | Jessica O'Connell   | Canadá                 | 9:05.71 |        |
| 9                 | Nancy Chepkwemoi    | Quênia                 | 9:07.63 |        |
| 10                | Sviatlana Kudzelich | Bielorrússia           | 9:17.45 |        |
| 11                | Sheila Reid         | Canadá                 | 9:19.67 |        |
| 12                | Josephine Moultrie  | Grã-Bretanha           | 9:29.10 |        |
| —                 | Renata Pliś         | Polónia                | DNS     |        |

Legenda
| Recorde mundial       | Recorde mundial (World record)               |                       | Recorde africano                      | Recorde africano (African) |                                           | Q | Classificado por posição (Qualified) |
| Recorde do campeonato | Recorde do campeonato (Championship record)  | Recorde da América    | Recorde da América (Americas)         | q                          | Classificado por melhor tempo (Qualified) |   |                                      |
| Melhor marca do ano   | Melhor marca do ano (World leading)          | Recorde asiático      | Recorde asiático (Asian)              | DNS                        | Não largou (Did not start)                |   |                                      |
| Recorde nacional      | Recorde nacional (National record)           | Recorde europeu       | Recorde europeu (European)            | DNF                        | Não terminou (Did not finish)             |   |                                      |
| Recorde pessoal       | Recorde pessoal do atleta (Personal best)    | Recorde da Oceania    | Recorde da Oceania (Oceania)          | DSQ / DQ                   | Desclassificado (Disqualified)            |   |                                      |
| Recorde da temporada  | Recorde da temporada do atleta (Season best) | Recorde sul-americano | Recorde sul-americano (South America) | NM                         | Sem marca (No mark)                       |   |                                      |